# レンジー
レンジー（Ren-G）は、日本で行われた、ラグビーワールドカップ2019の公式マスコット。

## 概要
・レンジ―は親子であり、たてがみの白い「レン(Ren)」が親、赤い「ジー(G)」が子である。
・古来より幸福を招き、邪悪を退ける聖獣とされてきた「獅子」が、ラグビーの5つの価値（品位、情熱、結束、規律、尊重）と出会って生まれた。
・顔がラグビーボールのような形になっており、歌舞伎に登場する連獅子をモチーフにしている。
・ラグビーワールドカップで公式マスコットを採用したのは99年大会以来である。実績のあるデザイナーや制作チームなど、計10組からデザインを募集し、５０作品の中からワールドラグビーや組織委理事会などで決定した。
・ラグビーW杯でのマスコット採用は、1999年のウェールズ大会以来、6大会ぶりで21世紀初となる。
・2018年1月26日にラグビーワールドカップ2019年の公式マスコットとして発表された。
・2019年1月26日にレンジ―デビュー1周年を記念して、公式Instagramが設立された。
・2019年6月11日にチャイルド・ファンドの「パス・イット・バック」のアンバサダーに就任。
・2020年8月24日に、ラグビー夏合宿の聖地「菅平」でにRFU公式マスコットに就任。日本ラグビー協会公式マスコットに就任した。

## 特徴
・日本生まれで親子である。
・ラグビーの5つの価値の「結束」はレンジ―で共有している。
・うれしいことがあると、髪をぐるぐる回したり（毛振り）、レンジーダンスを踊る。
・ラグビーボールパスが大好きで、特技はトライをすること。
・レンジ―が徒競走で対決した結果、レンがわずかの差で勝利した。
レン（Ren）
・白いたてがみを持っており、ジー（G）の親。
・ 好きなことは「ラグビーの精神」と「人とのつながり」。チームプレーを大事にし、恐れずに前へ進む姿勢とフェアプレーが大好き。ラグビーの価値では品格、規律を体現している。
ジー（G）
・赤いたてがみを持っており、レン（Ren）の子。
・好きなことは、「フェアプレー」とラグビー選手の「闘志あふれるプレー」、観客の大歓声。嫌いなものは元気のないプレー。ラグビーの価値では、情熱と尊敬を体現している。

## 活動
・2019年3月2日　秩父鉄道7500系がラグビーワールドカップ2019とコラボしたラッピング列車が運行を開始した。先頭にはレンジーがラッピングされ、ラグビーワールドカップ2019終了まで運行された。
・2023年8月2日　有吉の壁にて、錦鯉長谷川、パンサー管・向井、トム・ブラウンらとともにレンジーが秩父宮ラグビー場にて、コラボネタを披露した。
・BS朝日、ラグビーウィークリーにて、スタジオ中央に毎週出演(ぬいぐるみ)。